# Lepthyphantes mauli
Lepthyphantes mauli är en spindelart som beskrevs av Jörg Wunderlich 1992. Lepthyphantes mauli ingår i släktet Lepthyphantes och familjen täckvävarspindlar.
Artens utbredningsområde är Madeira. Inga underarter finns listade i Catalogue of Life.